# Psychopsis gracilis
Psychopsis gracilis is een insect uit de familie van de Psychopsidae, die tot de orde netvleugeligen (Neuroptera) behoort. 
Psychopsis gracilis is voor het eerst wetenschappelijk beschreven door Tillyard in 1919.